# Diadegma crassiseta
Diadegma crassiseta là một loài tò vò trong họ Ichneumonidae.